# Cratere Chacornac
Chacornac è un cratere lunare di 50,44 km situato nella parte nord-orientale della faccia visibile della Luna in prossimità del margine sudorientale del cratere Poseidon, ad est del Mare Serenitatis ed a nord del cratere Le Monnier.
Il bordo di Chacornac ha una forma distorta, approssimativamente pentagonale, ed è diseuguale specialmente verso nord-ovest, dove si unisce a quello di Poseidon. Il pianoro interno è irregolare e coperto dalla lava, presenta inoltre un sistema di deboli rimae denominate Rimae Chacornac. Non vi è traccia né di picco centrale né di raggiera. Il terreno circostante è accidentato, con un rilievo collinare verso ovest.
Il cratere è dedicato all'astronomo francese Jean Chacornac. 

## Crateri correlati
Alcuni crateri minori situati in prossimità di Chacornac sono convenzionalmente identificati, sulle mappe lunari, attraverso una lettera associata al nome.
| Chacornac | Coordinate            | Diametro (in km) |
| --------- | --------------------- | ---------------- |
| A         | 29°49′12″N 31°34′48″E | 5,24             |
| B         | 28°56′24″N 31°54′36″E | 5,03             |
| C         | 30°46′48″N 32°34′48″E | 4,89             |
| D         | 30°43′48″N 33°37′48″E | 25,13            |
| E         | 29°27′00″N 33°48′36″E | 20,06            |
| F         | 29°07′48″N 33°03′00″E | 21,58            |